# Radiospirillina
Radiospirillina es un género de foraminífero bentónico de la familia Spirillinidae, del suborden Spirillinina y del orden Robertinida. Su especie tipo es Radiospirillina umbonata. Su rango cronoestratigráfico abarca el Bajociense superior (Jurásico medio).

## Clasificación
Radiospirillina incluye a las siguientes especies:
- Radiospirillina involutinoides
- Radiospirillina umbonata